# Hans Lindström (förläggare)
Hans Edvard Lindström, född 16 november 1918 i Kungsholms församling i Stockholm, död 25 april 1990 i Danderyds församling i Stockholms län, var en svensk förläggare.
Hans Lindström var son till förläggaren Edvard Lindström och Agnes Uhlin samt bror till Ivar Lindström. Efter studentexamen 1938 läste han vidare och tog examen vid Schartaus handelsinstitut 1940 och Grafiska institutet 1944. Han anställdes i familjeföretaget Saxon & Lindströms förlags AB i Stockholm 1941 och blev så småningom disponent där. Han var direktör och ansvarade för förlagets annonsavdelning på 1970-talet.
Han gifte sig första gången 1946 med Betty Barefoot (1918–1952) och fick tre barn mellan 1947 och 1952. Andra gången gifte han sig 1956 med skådespelaren Birgit Wåhlander (1919–2000). Han är begravd i familjegrav på Norra begravningsplatsen i Solna.